# Lake Boga
Lake Boga is een plaats in de Australische deelstaat Victoria en telt 725 inwoners (2006).
In de Tweede Wereldoorlog was het een belangrijke en geheime basis voor watervliegtuigen.